# Derived unique key per transaction
En cryptographie, Derived Unique Key Per Transaction (DUKPT) est un système de gestion de clé dans lequel, pour chaque transaction, une clé unique est utilisée. Cette clé est dérivée à partir d'une clé fixe. Par conséquent, si une clé est compromise, les clés futures et passées (et les données de transaction chiffrées par ces clés) sont toujours protégées. DUKPT est spécifié à la norme ANSI X9.24 part 1. Ce système de gestion de clé est principalement utilisé dans les protocoles bancaires.